# 인간 코로나바이러스 OC43
인간 코로나바이러스 OC43(HCoV-OC43)은 베타 코로나바이러스 1종의 일원으로, 인간과 소를 감염시킨다. 감염성 코로나바이러스는 N-아세틸-9-O-아세틸뉴라민산 수용체에 결합하여 숙주 세포로 들어가는 외가닥 RNA 바이러스이다. OC43은 인간을 감염시키는 것으로 알려진 7개의 코로나바이러스 중 하나이다. 일반적인 감기에 원인이 되는 바이러스 중 하나이며, 1889-1890년 대유행에 연관이 있을 수 있다. 베타 코로나바이러스 속의 다른 코로나바이러스들과 마찬가지로, 엠브코바이러스 속(embcovirus), 헤마글루틴-에스테라아제라고 불리는 추가적인 짧은 스파이크 단백질을 가지고 있다.